# Agrarisch natuurbeheer
Onder agrarisch natuurbeheer verstaat men de maatregelen die landbouwers nemen om tot behoud of verbetering van de kwaliteit van natuur en landschap te komen. Agrarisch natuurbeheer is nauw verwant met  natuurinclusieve landbouw.

## Voorbeelden
Agrarisch natuurbeheer kan omvatten:
- voor een bepaalde datum weilanden niet maaien zodat nesten van weidevogels gespaard blijven
- het niet maaien van slootkanten
- niet of matig bemesten
- het graven van poelen voor amfibieën
- het onderhoud van houtsingels
- het aanbrengen van nestgelegenheid voor vogels als uilen

Sommige maatregelen brengen kosten met zich mee. Voor deze maatregelen krijgt de boer een vergoeding van de overheid, zodat natuurbescherming en landschapsbeheer zorgen voor extra inkomen.

## Omvang en organisatie in Nederland
Van het totaal aantal landbouwbedrijven in Nederland in 2008 (75.152) hadden 5.249 bedrijven een overeenkomst voor agrarisch natuur- en/of landschapsbeheer (NLB) gesloten met het ministerie van LNV of de beheersinstanties Staatsbosbeheer of Natuurmonumenten.
Veel boeren die zich bezighouden met agrarisch natuurbeheer, doen dit binnen het verband van een van de 200 Agrarische natuurverenigingen in Nederland.

## Effectiviteit
De effectiviteit van agrarisch natuurbeheer is omstreden. Vaak wordt betoogd dat bij veel maatregelen de kosten te hoog zijn en de opbrengsten te laag zijn. Door een andere organisatie en beloningsstructuur is vermoedelijk verbetering mogelijk.
In mei 2013 kwam de Raad voor de leefomgeving en infrastructuur met een rapport uit, waarin zij concludeerden dat het agrarisch natuurbeheer voor een groot deel niet goed werkt. Zij adviseerden alleen natuurbeheer dat daadwerkelijk effectief is nog voor subsidie in aanmerking te laten komen. Ook dit rapport is echter omstreden.